# 가미미조역
가미미조역(일본어: 上溝駅)은 일본 가나가와현 사가미하라시 주오구에 위치한 동일본 여객철도의 철도역이다. 단선 승강장 1면 1선의 구조를 갖춘 고가역이다.

## 이용 현황
| 승차 인원 추이 | 승차 인원 추이 |
| 연도           | 1일 평균       |
| -------------- | -------------- |
| 1975           | 2,263          |
| 1980           | 2,281          |
| 1985           | 1,646          |
| 1989           | 2,105          |
| 1993           | 4,343          |
| 1995           | 4,661          |
| 1998           | 4,955          |
| 2000           | 4,732          |
| 2001           | 4,650          |
| 2002           | 4,768          |
| 2003           | 4,899          |
| 2004           | 5,022          |
| 2005           | 5,130          |
| 2006           | 5,350          |
| 2007           | 5,588          |
| 2008           | 5,728          |
| 2009           | 5,603          |
| 2010           | 5,530          |
| 2011           | 5,351          |
| 2012           | 5,602          |
| 2013           | 5,800          |
| 2014           | 5,717          |
| 2015           | 5,882          |

## 역 주변
- 사가미하라 시립 종합 수영장

## 역사
- 1927년 6월 : 사가미 전기 철도 역의 건설이 시작되었지만, 자금 흐름 문제로 공사는 중단, 1936년에 이 회사가 파산함.
- 1931년 4월 29일 : 아쓰기 - 하시모토 간 개통시에, 사가미 철도의 사가미요코야마역으로서 개업.
- 1935년 11월 7일 : 혼아쓰기역으로 개칭.
- 1944년 6월 1일 : 국유화, 국철 사가미 선의 역이 됨. 동시에 아쓰기역으로 개칭.
- 1962년 10월 10일 : 화물 취급 폐지.
- 1987년 4월 1일 : 일본국유철도 분할 민영화에 의해, 동일본 여객철도가 승계.
- 2001년
  - 4월 8일 : 역 고가화. 동시에 역 앞 광장이 정비되어, 버스 터미널도 완성.
  - 11월 18일 : IC 카드 Suica 사용 개시.
- 2016년
  - 3월 2일 : 발차 멜로디가 사가미 선 표준으로, 또한 자동방송은 유니 펙스형 방송으로부터 이와네 · 다테야마 형 방송으로 변경.
  - 3월 4일 : 미도리노마도구치 영업 종료.

## 인접 역
| 동일본 여객철도 ■ 사가미 선 | 동일본 여객철도 ■ 사가미 선 | 동일본 여객철도 ■ 사가미 선  |
| --------------------------- | --------------------------- | ---------------------------- |
| 반다 지가사키 방면          | ■ 사가미 선                 | 미나미하시모토 하시모토 방면 |